# Doněcký masiv

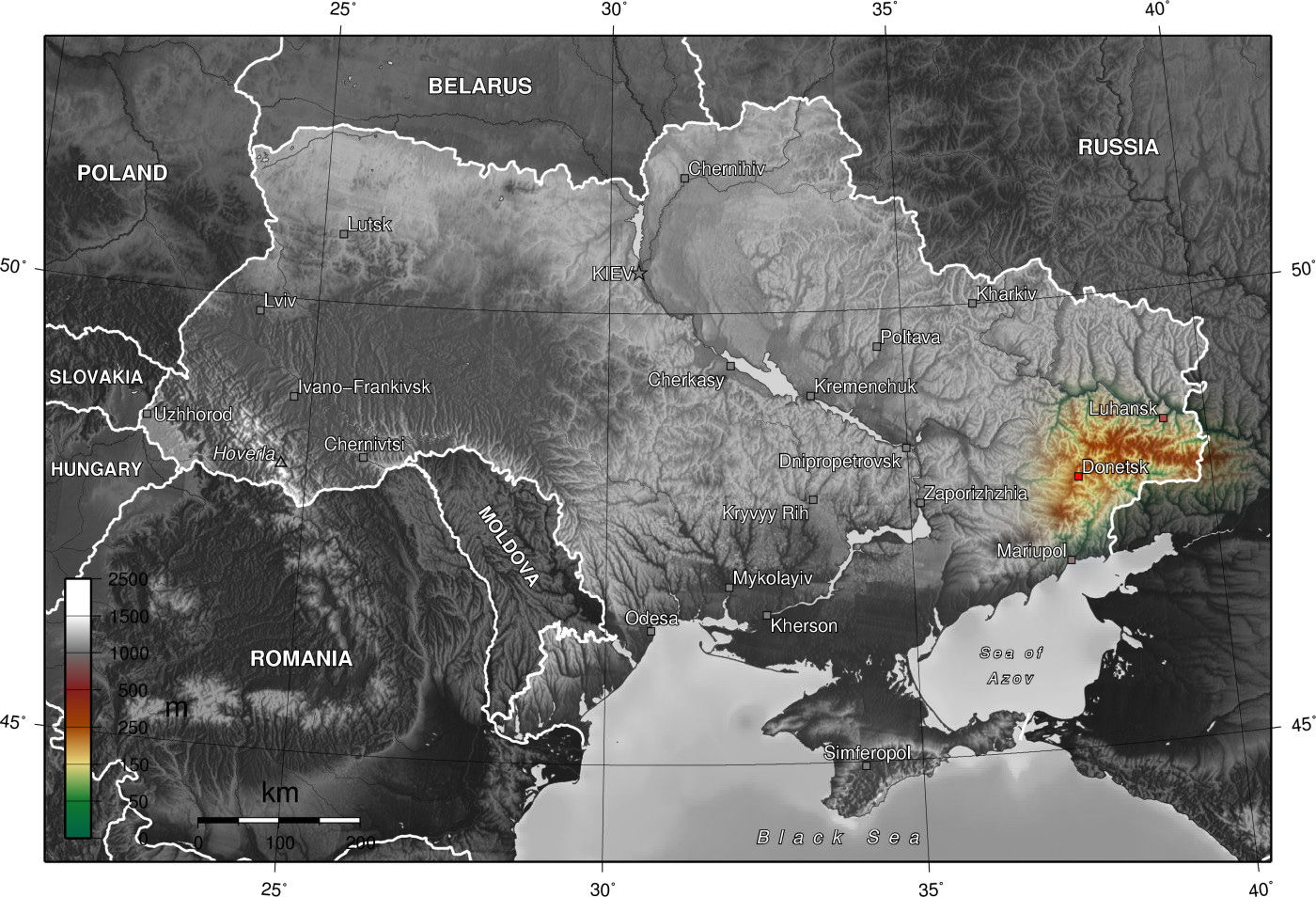
Doněcký krjaž na mapě Ukrajiny

Doněcký masiv (česky též Doněcká vysočina, či Doněcký krjaž, ukrajinsky Донецький кряж – Doneckyj krjaž, rusky Донецкий кряж – Doněckij krjaž) je vysočina ve východní Evropě, jižně od Středoruské vysočiny. Leží mezi řekami Severní Doněc a Don a Azovským mořem; většina náleží Ukrajině (Doněcká a Luhanská oblast), na východě zasahuje také do Ruska (Rostovská oblast).

## Popis
Vysočina je přibližně 370 km dlouhá a max. 160 km široká. Nejvyšším bodem je Mohyla Mečetna (367 m) poblíž města Krasnyj Luč, střední výška se pohybuje mezi 200–300 m. Většina jejího území je hustě osídlena; západní část vysočiny je součástí průmyslového Donbasu s velkoměsty Doněck a Luhansk.
Geologický základ oblasti tvoří doněcká pánev vyplněná karbonskými sedimenty se slojemi černého uhlí, které byly rozlámány během hercynského vrásnění. Odolnější horniny jako pískovce a vápence jsou základem strukturních hřbetů s rozvinutými krasovými oblastmi. Na svazích často leží vrstvy sprašových hlín. Nadmořská výška jen místy přesahuje 300 metrů (např. vrch Mohyla Mečetna dosahuje výšky 367 metrů). Povrch je rozčleněn ovragy a balky, a relativní výškové rozdíly díky nim měří kolem sta metrů. Zarovnaný povrch se dochoval jen podél říčních rozvodí.